# Darmbarriere
Die Darmbarriere (auch intestinale Barriere) ist eine physiologische Schutzschicht, die den Darm vor dem Eindringen schädlicher Substanzen und Mikroorganismen schützt. Sie spielt eine entscheidende Rolle bei der Aufrechterhaltung der Darmgesundheit und der Verhinderung von Krankheiten.

## Anatomie der Darmbarriere
Die Darmbarriere besteht aus verschiedenen Komponenten, die zusammenarbeiten, um den Darm zu schützen. Zu den Hauptkomponenten gehören die Darmepithelzellen, die Schleimschicht, das Immunsystem und die Darmflora:
- Die Darmepithelzellen bilden die innere Auskleidung der Darmwand und sind eng miteinander verbunden, um eine dichte Barriere zu bilden. Diese Zellschicht fungiert als erste Verteidigungslinie und reguliert selektiv den Transport von Substanzen in den Körper hinein oder aus ihm heraus. Die Darmepithelzellen sind mit spezialisierten Strukturen, den Tight Junctions, ausgestattet, die eng aneinander liegen und das Eindringen von Toxinen und Krankheitserregern zwischen den Zellen verhindern.[1]

- Die Schleimschicht oder Mukusschicht bedeckt die Oberfläche der Darmepithelzellen. Sie besteht hauptsächlich aus Glykoproteinen, die eine gelartige Konsistenz haben. Die Schleimschicht bildet eine physikalische Barriere, die das Eindringen von Stoffen verhindert. Sie fungiert auch als Schmiermittel, das den Durchgang von Nahrungsmitteln erleichtert.[1][2]

- Das Immunsystem spielt eine entscheidende Rolle bei der Abwehr von Krankheitserregern in der Darmbarriere. Im Darm befinden sich spezialisierte Immunzellen wie Lymphozyten, Makrophagen und dendritische Zellen. Diese Zellen erkennen und bekämpfen Krankheitserreger, um Infektionen zu verhindern. Das darmassoziierte Immunsystem ist eng mit dem restlichen Immunsystem des Körpers verbunden und reguliert die Toleranz gegenüber harmlosen Substanzen und die Abwehr von schädlichen Erregern.

- Die Darmflora, auch bekannt als Darmmikrobiota, besteht aus einer Vielzahl von Mikroorganismen, darunter Bakterien, Viren und Pilze, die im Darm leben. Diese Mikroorganismen bilden eine komplexe Gemeinschaft, die als symbiotische Beziehung mit dem Wirt fungiert. Die Darmflora spielt eine wichtige Rolle bei der Aufrechterhaltung der Darmbarriere, indem sie schädliche Mikroorganismen abwehrt, die Besiedlung von pathogenen Bakterien verhindert und die Darmgesundheit unterstützt.[1]

## Funktionen der Darmbarriere
Die Darmbarriere erfüllt eine Vielzahl wichtiger Funktionen, um einerseits die Nährstoffe und Wasser aufzunehmen (und abzugeben), andererseits um den Darm vor schädlichen Substanzen zu schützen, mit der Darmflora umzugehen und die Gesundheit aufrechtzuerhalten.
- Eine der Hauptfunktionen der Darmbarriere besteht darin, die selektive Aufnahme von Nährstoffen aus der Nahrung sicherzustellen. Die Darmepithelzellen spielen dabei eine zentrale Rolle. Sie ermöglichen die Aufnahme von Nährstoffen wie Kohlenhydraten, Proteinen, Fetten, Vitamine und Mineralstoffe in den Blutkreislauf. Durch die Regulation des Nährstofftransports trägt die Darmbarriere zur Ernährung und Energieversorgung des Körpers bei. Zudem kann sie Wasser auch wieder sezernieren.

- Eine weitere wichtige Funktion der Darmbarriere besteht darin, den Körper vor schädlichen Substanzen zu schützen. Sie bildet eine physikalische Barriere, die das Eindringen von potenziell gefährlichen Molekülen, Toxine, Allergene und anderen schädlichen Stoffen in den Körper verhindert. Die Darmepithelzellen und die Schleimschicht bilden zusammen eine undurchlässige Barriere, die die Aufnahme dieser Substanzen in das Gewebe und den Blutkreislauf reguliert.

- Die Darmbarriere spielt eine entscheidende Rolle bei der Regulation des Immunsystems. Sie ermöglicht die Balance zwischen Toleranz gegenüber harmlosen Substanzen und der Abwehr von Krankheitserregern. Das darmassoziierte Immunsystem erkennt und bekämpft potenziell schädliche Mikroorganismen, Viren und andere Pathogene. Gleichzeitig toleriert es jedoch nützliche Bakterien der Darmflora sowie Nahrungsmittelbestandteile, um eine übermäßige Immunreaktion und Entzündungen zu verhindern. Eine gut funktionierende Darmbarriere ist daher wichtig für ein gesundes Immunsystem.

Die genannten Funktionen der Darmbarriere sind eng miteinander verbunden und arbeiten zusammen, um eine optimale Darmgesundheit zu gewährleisten.

## Störungen der Darmbarriere
Obwohl die Darmbarriere normalerweise effektiv funktioniert, kann es zu verschiedenen Störungen kommen, die ihre Funktionsfähigkeit beeinträchtigen. Diese Störungen können zu einer erhöhten Durchlässigkeit der Darmbarriere führen, die als „Darmpermeabilität“ oder „Leaky-Gut“ (abzugrenzen vom alternativmedizinischen Leaky-Gut-Syndrom) bezeichnet wird. Die erhöhte Durchlässigkeit der Darmbarriere ist ein medizinisch etabliertes physiologisches Phänomen, das insbesondere in Zusammenhang mit dem Konsum von Alkohol, Nikotin und mit dem Reizdarmsyndrom bekannt ist und in der medizinischen Leitlinie zum Reizdarmsyndrom als einer der pathophysiologischen Faktoren bewertet wird.
Medizinisch hat sich inzwischen etabliert, für „Leaky Gut“ den deutschen Begriff Darmbarriereschaden zu nutzen. Neben dem Reizdarmsyndrom weitere mögliche Störungen der Darmbarriere sind:
- Chronisch-entzündlichen Darmerkrankungen (CED): Entzündliche Darmerkrankungen wie Morbus Crohn und Colitis ulcerosa können die Darmbarriere schädigen. Die Entzündung beeinflusst die Darmepithelzellen und die Tight Junctions, was zu einer erhöhten Durchlässigkeit führt. Dadurch können schädliche Substanzen in das Gewebe eindringen und eine chronische Entzündungsreaktion auslösen.

- Darmpermeabilität (Leaky-Gut): Darmpermeabilitätsstörungen beziehen sich auf eine unkontrolliert erhöhte Durchlässigkeit der Darmbarriere, bei der die Tight Junctions zwischen den Darmepithelzellen nicht richtig funktionieren. Dadurch können Toxine und Allergene in den Körper eindringen und eine Immunreaktion auslösen. Obwohl die genauen Ursachen des Leaky-Gut noch nicht vollständig verstanden sind, wird angenommen, dass verschiedene Faktoren wie Ernährung, Stress, Medikamente und bestimmte Erkrankungen dazu beitragen können.[6][7]

- Autoimmunerkrankungen: Einige Autoimmunerkrankungen wie Zöliakie und Typ-1-Diabetes können mit einer gestörten Darmbarriere in Verbindung gebracht werden. Bei Zöliakie führt die Reaktion des Immunsystems auf das Glutenprotein zu einer Schädigung der Darmepithelzellen und einer Beeinträchtigung der Darmbarriere. Ähnlich kann bei Typ-1-Diabetes eine gestörte Darmbarriere das Risiko für autoimmune Reaktionen erhöhen.

- Infektionen: Bestimmte Infektionen des Darms können die Darmbarriere beeinflussen und zu Durchlässigkeitsproblemen führen. Zum Beispiel kann eine bakterielle Infektion mit Salmonellen, Campylobacter oder Candida albicans[8] die Tight Junctions schädigen und die Darmpermeabilität erhöhen. Dies kann zu Durchfall und Entzündungsreaktionen führen.

## Sepsis
Sepsis, auch als Blutvergiftung bekannt, ist ein lebensbedrohlicher Zustand, der durch eine übermäßige Immunreaktion auf eine Infektion ausgelöst wird. Die Darmbarriere spielt dabei eine entscheidende Rolle. Eine gestörte Darmbarriere kann dazu führen, dass schädliche Substanzen leichter in den Blutkreislauf gelangen, was die Entzündungsreaktion verstärken kann. Die Darmflora, die Mikroorganismen im Darm, beeinflusst auch das Immunsystem und kann das Risiko für eine übermäßige Immunantwort erhöhen.

## Bedeutung der Darmbarriere für die Gesundheit
Die Störungen der Darmbarriere können verschiedene Auswirkungen auf die Gesundheit haben. Eine erhöhte Durchlässigkeit der Darmbarriere wird mit einer Vielzahl von Krankheiten in Verbindung gebracht, darunter entzündliche Erkrankungen, allergische Reaktionen, Reizdarm, Autoimmunerkrankungen und Stoffwechselstörungen. Die Behandlung von Störungen der Darmbarriere umfasst in der Regel die Behandlung der zugrundeliegenden Erkrankung, die Förderung einer gesunden Darmflora und die Verbesserung der Darmgesundheit.
Um Störungen der Darmbarriere zu verhindern und ihre Gesundheit zu fördern, können verschiedene Maßnahmen ergriffen werden. Dazu gehören eine ausgewogene Ernährung, die reich an Ballaststoffen, gesunden Fetten und Nährstoffen ist, sowie der Verzicht auf potenzielle Trigger wie bestimmte Lebensmittel, Alkohol und Tabak. Eine angemessene Hygiene, regelmäßige Bewegung und Stressmanagement können ebenfalls dazu beitragen, die Darmbarriere zu schützen.
Insgesamt ist die Darmbarriere von entscheidender Bedeutung für die Aufrechterhaltung der Darmgesundheit und die Prävention von Krankheiten. Eine intakte Darmbarriere ermöglicht die Aufnahme von Nährstoffen, schützt vor schädlichen Substanzen und reguliert das Immunsystem. Durch das Verständnis der Anatomie, Funktionen und potenziellen Störungen der Darmbarriere können gezielt Maßnahmen ergreifen werden, um die Gesundheit zu fördern und das allgemeine Wohlbefinden zu verbessern.

## Geschichte der Erforschung der Darmbarriere
Die Erforschung der Darmbarriere und ihres Einflusses auf die Gesundheit hat im Laufe der Geschichte an Bedeutung gewonnen. Die Anfänge der Forschung reichen bis ins frühe 20. Jahrhundert zurück, als Wissenschaftler begannen, die Funktionen und die Bedeutung der Darmbarriere zu untersuchen.
In den frühen Jahren des 20. Jahrhunderts begannen Wissenschaftler, das Konzept der Darmpermeabilität und ihrer Rolle bei der Aufnahme von Nährstoffen zu erforschen. Zu dieser Zeit war jedoch das Verständnis der physiologischen und immunologischen Mechanismen, die an der Darmbarriere beteiligt sind, begrenzt.
In den 1940er Jahren führte der deutsche Wissenschaftler Rudolf Schoenheimer Pionierarbeiten zur Untersuchung der Darmpassage von Nährstoffen durch. Seine Experimente legten den Grundstein für das Verständnis der Absorption von Nährstoffen und der Funktionen der Darmbarriere.
In den späteren Jahrzehnten des 20. Jahrhunderts wurden fortschrittlichere Techniken und Methoden zur Untersuchung der Darmbarriere entwickelt. Forscher begannen, sich intensiver mit der Zusammensetzung der Darmflora und ihrer Wechselwirkung mit der Darmbarriere auseinanderzusetzen. In den 1980er und 1990er Jahren führten Studien zur intestinalen Permeabilität zu einem besseren Verständnis der Tight Junctions und ihrer Bedeutung für die Aufrechterhaltung der Barrierefunktion. Die Entdeckung von Tight-Junction-Proteinen wie Claudine und Occludine trug zur Klärung der molekularen Grundlagen der Darmbarriere bei.
Im 21. Jahrhundert hat die Forschung zur Darmbarriere und ihrer Rolle bei verschiedenen Gesundheitszuständen stark zugenommen. Fortschritte in der Genomik und Mikrobiom-Forschung haben dazu beigetragen, ein umfassenderes Bild davon zu zeichnen, wie die Darmbarriere mit der Darmflora und dem Immunsystem interagiert.
Die Erforschung der Darmbarriere hat auch das Interesse an Präventivmaßnahmen und Therapien zur Unterstützung der Darmgesundheit geweckt. Es wurden verschiedene Ansätze zur Modulation der Darmbarriere und zur Behandlung von Erkrankungen entwickelt, die mit einer gestörten Darmbarriere in Verbindung stehen.

## Mittel zur Unterstützung der Darmbarriere
Zu den Mitteln, die zur Unterstützung der Darmbarriere verwendet werden, gehören verschiedene Optionen mit unterschiedlichen Wirkungsweisen.
Probiotika enthalten lebende Mikroorganismen, die eine positive Wirkung auf die Darmflora haben. Diese Mikroorganismen können das Gleichgewicht der Bakterien im Darm begünstigen und eine gesunde Darmflora fördern, was wiederum die Funktion der Darmbarriere fördert. Eine Darmflora Mikrobiomanalyse soll vor solch einer Therapie nicht durchgeführt werden.
Präbiotika hingegen sind nicht verdauliche Nahrungsbestandteile, die speziell ausgewählte nützliche Bakterien im Darm fördern. Sie dienen als Nahrung für diese Bakterien und tragen dazu bei, ihre Aktivität und Vermehrung zu unterstützen. Durch die Stärkung der Population der nützlichen Bakterien können Präbiotika zur Aufrechterhaltung einer gesunden Darmflora beitragen und so die Funktion der Darmbarriere positiv beeinflussen.
Darüber hinaus gibt es auch Mittel mit Butyrat und Glutamin, die direkt auf die Darmzellen und ihre Funktion abzielen. Butyrat ist eine kurzkettige Fettsäure, die von bestimmten Darmbakterien produziert wird und eine wichtige Rolle bei der Ernährung der Darmzellen spielt. Es kann die Regeneration der Darmepithelzellen fördern und die Funktion der Tight Junctions, die die Darmbarriere aufrechterhalten, stärken. Glutamin ist eine Aminosäure, die eine Schlüsselrolle bei der Aufrechterhaltung der Darmgesundheit spielt. Sie unterstützt die Regeneration der Darmzellen und trägt zur Integrität der Darmbarriere bei.
Die Verwendung pflanzlicher Zubereitungen mit Aloe Vera oder Myrrhe und Kaffeekohle zur Unterstützung der Darmbarriere hat ebenfalls an Bedeutung gewonnen. Sie enthalten natürliche Verbindungen mit entzündungshemmenden, antioxidativen und beruhigenden Eigenschaften. Sie können dazu beitragen, Entzündungen im Darm zu reduzieren, das Immunsystem zu stärken sowie die Darmbarriere zu schützen und zu unterstützen. So zeigen beispielsweise verschiedene in-vitro-Untersuchungen am Zellmodel, dass Myrrhe eine stabilisierende Wirkung direkt auf die Tight Junctions des Darmepithels ausübt. Es hemmt die Proteinexpression des porenbildenden Proteins Claudin-2, verhindert die negative Umverteilung des gegen Makromoleküle abdichtenden Tight-Junction-Proteins Tricellulin und unterstützt so den parazellulären Barriereschutz. Zudem enthalten pflanzliche Arzneimittel oft eine Vielzahl von Nährstoffen und Ballaststoffen, die für eine gesunde Darmfunktion wichtig sind. Die S3-Leitlinie zu Colitis ulcerosa empfiehlt eine Kombination aus Myrrhe, Kamilleblütenextrakt und Kaffeekohle komplementär in der remissionserhaltenden Behandlung. Beim Reizdarmsyndrom zeigen verschiedene Phytotherapeutika wie beispielsweise Kamillenblüten, Kümmelfrüchte oder Mariendistelfrüchte positive Effekte auf allgemeine Symptome, im Speziellen abdominelle Schmerzen.